# IC 791
IC 791 ist eine Balken-Spiralgalaxie  mit aktivem Galaxienkern vom Hubble-Typ SBa im Sternbild Coma Berenices am Nordsternhimmel. Sie ist schätzungsweise 305 Millionen Lichtjahre von der Milchstraße entfernt und hat einen Durchmesser von etwa 100.000 Lichtjahren.
Im selben Himmelsareal befinden sich u. a. die Galaxien NGC 4455, IC 795, IC 3359, IC 3272.
Das Objekt wurde am 6. Juni 1866 vom US-amerikanischen Astronomen Truman Henry Safford entdeckt.